# Contes de por per explicar-los a les fosques
Contes de por per explicar-los a les fosques (original en anglès, Scary Stories to Tell in the Dark) és una pel·lícula estatunidenca de terror de 2019 dirigida per André Øvredal, a partir d'un guió coescrit per Dan i Kevin Hageman, i una història de Guillermo del Toro. Es basa en la sèrie de llibres infantils de el mateix nom d'Alvin Schwartz. La història tracta d'un grup de joves que han estat maleïts per un llibre que relata històries de terror i d'un misteri que involucra una sèrie de morts terrorífiques en la seva petita ciutat natal fa dècades. Ha estat doblada al català.

## Argument
El 31 d'octubre de 1968, dia de Halloween i al mig de la Guerra del Vietnam, un noi anomenat Ramon Morales (Michael Garsa) arriba a la petita ciutat de Mill Valley, Pennsilvània, mentre viatja per carretera en el seu acte.
A la ciutat viu una noia anomenada Stella (Zoe Colletti), qui és una escriptora de relats de terror aficionada i viu sol amb el seu pare ja que la seva mare els va abandonar fa anys, cosa de la qual se sent responsable. Aquesta nit Stella i els seus dos millors amics, Auggie (Gabriel Rush) i Chuck (Austin Zajur), decideixen venjar-se dels abusos de Tommy Milner (Austin Abrams) i la seva colla a la nit de Halloween jugándoles una broma pesada sense adonar-se que la germana de Chuck, Ruth (Natalie Ganzhorn), es troba amb ells. Quan Tommy i la seva colla els persegueixen en represàlia, el trio fuig fins al autocinema de la ciutat, on Ramon es troba veient la funció i els amaga en el seu automòbil; encara que Tommy ho amenaça, Ramon ho encara i la colla ha d'abandonar el lloc.
Stella i Ramon se senten atrets ràpidament i la jove ho convida a que els acompanyi a explorar una casa embruixada local que una vegada va pertànyer a la rica família Bellows, que va ajudar a fundar Mill Valley construint una paperera; segons els rumors la família va mantenir tancada a la filla menor, Sarah Bellows (Kathleen Pollard), ja que va néixer deforme; ella solia entretenir els nens que passaven per la propietat explicant-los històries de terror a través de les parets, però va començar a enverinar i posteriorment es va suïcidar per evitar ser linxada pels habitants, des de llavors la llegenda diu que qui visita la casa de nit i demani a l'fantasma de Sarah que li expliqui una història morirà.
Mentre Chuck i Auggie passegen pel lloc Stella i Ramon troben una habitació secreta i un llibre propietat de Sarah on, segons la llegenda, escrivia històries amb sang de les seves víctimes. Després de seguir a el grup, Tommy els tanca dins de l'habitació juntament amb Ruth, qui es mostra molesta per la seva conducta. Mentre estan tancats, Stella demana a Sarah que li expliqui una història i són alliberats per una presència invisible; a més, abans d'anar-se'n Stella pren el llibre de Sarah. A fora descobreixen que Tommy ha destrossat el vehicle de Ramon i per això aquest accepta allotjar-se a casa de Stella en secret.
En la seva habitació, Stella descobreix que una nova història, titulada Harold, està sent escrita amb sang en el llibre de Sarah; el personatge principal és un noi anomenat Tommy. A el mateix temps, Tommy arriba ebri a la granja de la seva família i és perseguit per Harold, l'espantaocells del blat de moro; la criatura ho apunyala amb una horqueta i Tommy vomita fenc mentre es transforma violentament. A l'endemà és reportat com desaparegut. Inquiets, Stella i Ramon investiguen el blatdemorar i troben un nou espantaocells amb la roba de Tommy. Encara Stella està convençuda que Tommy s'ha convertit en un espantaocells, els altres són escèptics. Ramón també dubta a anar a la policia, ja que tem que sospitin d'ell a causa del seu altercat amb Tommy i perquè el xèrif Turner (Gil Bellows) li ha mostrat antipatia des que va arribar.
Stella torna el llibre a l'habitació de Sarah, però aquella nit descobreixen que el llibre ha tornat i escriu una història titulada El polze de el peu. Segons el relat, Auggie es menja accidentalment el dit del títol mentre sopar un estofat, el que desencadena la ira del cadàver a què pertany, que s'aixeca com un mort vivent per venjar-se el noi. La parella ho diu i intenta advertir-li que eviti menjar, però no els fa cas, sent atacat pel zombi i desapareixent després que l'arrossega sota el llit. A l'adonar-se que són els següents, Stella, Ramon i Chuck intenten destruir el llibre però això resulta impossible. Per això decideixen investigar sobre Sarah per trobar una solució, així descobreixen que en menys d'un any després del seu suïcidi la seva família va desaparèixer un a un i als el comparar els seus noms amb els dels protagonistes de les històries anteriors de el llibre comprenen que van ser les primeres víctimes de la maledicció.
Mentrestant, una enrogida picada d'aranya a la galta de Ruth, qui es troba al col·legi, comença a inflar-se a mesura que s'escriu una nova història: La marca vermella. Quan Ruth estreny l'àrea afectada, la seva galta explota i allibera centenars d'aranyes que l'ataquen i cobreixen per complet. Ruth és rescatada per Stella, Ramón i Chuck, però ha de ser hospitalitzada pel trauma i les nombroses picades.
Les indagacions dels nois revelen que la família Bellows havia emprat com a serventa a una dona de color i la seva filla, que es deia havien ensenyat màgia negra a Sarah. Després de localitzar la direcció de Lou Lou (Lorraine Toussaint), la filla de la serventa que ara ja era una dona gran, li demana que els hablle sobre el llibre i la màgia que es va usar en el. Lou Lou els explica que va ser ella qui va regalar el llibre a Sarah ja que sentia pena per la crueltat amb que la seva família la tractava, també els aclareix que la sang és de Sarah, però simplement la feia servir perquè la seva família no li permetia tinta o qualsevol un altre tipus de luxes ni comoditats; finalment explica que no hi ha màgia involucrada, perquè la maledicció és simplement l'odi i ressentiment de la noia acarnissant-se amb qui estigui al seu abast; també descobreixen que Sarah no es va suïcidar a la casa sinó a l'hospital local, on va romandre reclosa els seus últims dies, de manera que decideixen investigar els registres. Chuck confessa als seus amics que ha estat somiant amb una dona pàl·lida i obesa amb rostre deforme que ho assetja en una habitació vermella i tem que es tracti de la seva història.
Després infiltrar-se en l'hospital van a buscar l'historial de Sarah a la sala de registres, però Chuck es nega a entrar perquè té por que es tracti de quart del seu malson ja que és anomenat R.E.D. (Records & Evaluation Department) i fuig pels passadissos. En el lloc Stella i Ramon descobreixen un cilindre de fonògraf que demostra la innocència de Sarah respecte a les morts. Ella havia nascut patint una forma d'albinisme extrem, raó per la qual la seva família la va mantenir tancada tota la seva vida i quan van començar les morts seu germà gran, qui era director de l'hospital, la va internar i va torturar sota l'excusa d'un tractament per obligar-la a assumir la culpa de les morts d'alguns ciutadans tot i que era responsabilitat de la paperera, que va contaminar l'aigua potable amb mercuri.
El llibre torna a escriure, aquest cop un relat sobre Chuck anomenat El somni, a el temps que s'activa l'alarma per la intrusió dels nois i la llum de les balises d'emergència fa que totes les cambres es vegin de color vermell; la Dama Pàl·lida apareix, persegueix i finalment atrapa Chuck en un passadís i l'absorbeix mentre el xèrif arresta Stella i Ramon per violació. Turner revela que a l'investigar-descobrir que Ramon és en realitat un desertor de la Guerra del Vietnam.
Mentre Ramón i Stella estan empresonats, la noia crida al seu pare (Dean Norris) per explicar que si desapareix no és perquè l'hagi abandonat igual que la seva mare, i el seu pare li aclareix que la seva dona no els va abandonar per culpa d'ella sinó perquè no li agradava aquesta vida; posteriorment Ramón li confessa que el seu germà gran va morir lluitant a Vietnam i fa una setmana, quan va rebre una notificació de enlistamiento obligatori, la idea se li va fer insuportable i des de llavors està fugint. Aquesta nit el xèrif pren el llibre i veu com s'escriu una història anomenada Átame si pots intrèpid caminant; Ramón la reconeix com una història que el aterria des de nen, on apareix un subjecte d'aspecte aterridor anomenat El dringant. La criatura baixa esquarterat per la xemeneia i es reensambla un cop dins. Malgrat els esforços de l'xèrif per detenir el monstre el mata i persegueix els nois, que fugen fins a la casa Bellows.
Mentre El dringant persegueix Ramon, el llibre inicia una nova història anomenada La casa embruixada que envia a Stella al passat i la fa prendre el lloc de Sarah i patir els abusos de la seva família. Estant tancada al soterrani Stella es troba amb el fantasma de Sarah i li retreu que sent innocent de tot el que se li va acusar en vida va decidir convertir-se en una assassina i ara és culpable de la destinació dels seus amics i altres innocents. Stella promet explicar la veritat si oblida el seu ressentiment i Sarah li demana que, igual com ho feia ella, utilitzeu la seva pròpia sang per escriure en el llibre com a prova de la seva sinceritat. En el moment que ho fa, el fantasma de Sarah i El dringant desapareixen mentre que Stella torna a el present.
La història acaba amb Stella explicant que va explicar la veritat tal com va prometre, encara que la tradició estava tan arrelada que molts encara preferien creure la història falsa; Ramon per la seva banda va decidir deixar de fugir i enlistarse, prometent sobreviure i tornar amb Stella el més aviat possible. Finalment ella assenyala que Auggie i Chuck encara estan desapareguts però està segura que el llibre té la clau per salvar-los, pel que ella, el seu pare i Ruth no descansaran fins portar-los de tornada.

## Repartiment
- Zoe Colletti com Stella Nicholls.
- Michael Garza com Ramón Morales.
- Austin Zajur com Chuck Steinberg.
- Gabriel Rush com August Auggie Hilderbrandt.
- Natalie Ganzhorn com Ruth Steinberg.
- Gil Bellows com el Sheriff Turner.
- Austin Abrams com Tommy Milner.
- Dean Norris com Roy Nicholls.
- Lorraine Toussaint com Lou Lou Baptiste.
- Ajanae Stephenson com Lou Lou Baptiste (nena).
- Karen Glave com Claire Baptiste.
- Marie Ward com la senyora Hilderbrandt.
- Kathleen Pollard com Sarah Bellows.
- Will Carr com Ephraim Bellows.
- Elias Edraki com Ephraim Bellows (veu).
- Jane Moffat com Delanie Bellows.
- Amanda Smith com Gertrude Bellows.
- Brandon Knox com Harold Bellows.
- Javier Botet com el mort vivent.
- Troy James com El dringant.
- Andrew Jackson com la veu del dringant.
- Mark Steger com Harold l'espantaocells / La Dona pàl·lida.

## Producció i estrena
En 2013, CBS Films va adquirir els drets de la sèrie de llibres infantils d'Alvin Schwartz Scary Stories to Tell in the Dark (Contes de por per explicar-los a les fosques), amb la intenció de produir-la com una potencial pel·lícula. El 2014 es va anunciar que l'escriptor John August escriuria la pel·lícula per CBS Films. el 14 de gener de 2016, es va anunciar que Guillermo del Toro desenvoluparia el projecte per CBS Films potencialment com a director, mentre que també produiria la pel·lícula juntament amb Sean Daniel, Jason Brown i Elizabeth Greu. al febrer de 2016, CBS Films va contractar a el duo de guionistes Dan i Kevin Hageman per polir l'esborrany escrit per August, i abans d'ell, el guió va ser escrit per Marcus Dunstan i Patrick Melton. al desembre de 2017, es va informar que André Øvredal dirigiria la pel·lícula. a l'abril de 2018, es va informar que de el Toro estaria coescribint la pel·lícula, que seria cofinançada per CBS Films i Entertainment One.
A l'agost de 2018, Zoe Colletti, Michael Garsa, Austin Abrams, Gabriel Rush, Austin Zajur i Natalie Ganzhorn es van unir a la pel·lícula. Al setembre de 2018, Dean Norris, Gil Bellows, Lorraine Toussaint i Javier Botet es van integrar al repartiment.
La producció principal va començar el 27 d'agost de 2018 i va finalitzar l'1 de novembre de el mateix any a Ontario, Canadà. Les primeres imatges de la pel·lícula es van estrenar durant el Super Bowl LIII. La pel·lícula es va estrenar el 9 d'agost de 2019, a través de Lionsgate i CBS Films.

## Crítiques
Al lloc web especialitzat Rotten Tomatoes la pel·lícula té una qualificació d'aprovació de l'80% sobre la base de 183 comentaris. El consens crític de el lloc afirma: A l'igual que la saga supervendes que ha inspirat la pel·lícula, Contes de por per explicar-los a les fosques obre una horripilant porta en el gènere de terror per als més joves. El lloc web Metacritic va assignar a la pel·lícula un compte mitjana ponderada de 61 sobre 100, basada en 29 crítics, indicant crítiques generalment favorables. Les audiències enquestades per Cinemascore van donar a la pel·lícula una qualificació mitjana de C en una escala de a + a F.
Si bé la pel·lícula ha obtingut crítiques generalment positives, Keith Uhlich, de The Hollywood Reporter, va dir que A Guillermo del Toro va tenir la línia argumental per aquesta deslluïda adaptació dels populars llibres de terror infantils d'Alvin Schwartz. Owen Gleiberman, de Variety, va dir que els contes originals en Contes de por per explicar-los a les fosques tenien una sorpresa insidiós i premeditat. en la versió cinematogràfica de Contes de por per explicar-los a les fosques, són només fragments momentanis del Grand Guignol (literalment, en el cas de The Big Toe ) servits com els grans èxits que són .